# Jamie Hendrie
(Jamie Hendrie al giornalista del New Zealand Herald, 2004)
James Malcolm Hendrie, detto Jamie (Singapore, 12 giugno 1951), è un ex rugbista a 15 e medico australiano di origine britannica, noto per essere uno dei tre non appartenenti alla federazione neozelandese ad avere mai militato negli All Blacks.

## Biografia
Nato a Singapore, all'epoca ancora territorio britannico, da una famiglia scozzese lì residente per lavoro, Hendrie compì gli studi e iniziò a giocare a rugby a Edimburgo e nel 1969 si trasferì a Perth, in Australia Occidentale; lì entrò nella squadra di rugby della locale università e l'anno successivo fu selezionato per la formazione giovanile della locale federazione rugbistica.
Nel 1970 la Nuova Zelanda, nel suo viaggio verso il Sudafrica per il suo tour, fece tappa in Australia per due incontri senza valenza di test match; in uno di essi, contro una formazione denominata "XV del Presidente della federazione australiana" da disputarsi a Perth, gli All Blacks dovevano fare a meno del mediano di mischia titolare Sid Going che, essendo mormone, non giocava di domenica; il manager della squadra chiese quindi, il sabato precedente, al presidente della federazione dell'Australia Occidentale un giocatore di rimpiazzo per l'incontro del giorno dopo.
Hendrie fu schierato in campo e divenne il terzo non neozelandese, dopo i suoi connazionali Eddie Stapleton (ex internazionale per l'Australia) e Maurice Graham, che nel 1960 ebbero analoga sorte, a vestire l'uniforme nera degli All Blacks.
Un infortunio alla spalla, tre settimane dopo il match, segnò di fatto la fine della carriera rugbistica di Hendrie che, in seguito, si laureò in medicina a Perth e si stabilì a Melbourne, dove lavora come medico di pronto soccorso.